# فرهاد رحیمی
فرهاد رحیمی (زادهٔ ‎۲۲ آبان ۱۳۶۷) بازیکن تیم ملی کبدی ایران است.

## افتخارهای ورزشی

### بازی‌های آسیایی
او به همراه تیم ملی کبدی مردان ایران، در بازی‌های آسیایی ۲۰۱۴ در اینچئون، کره جنوبی شرکت نمودند و پس از پیروزی در مسابقات مرحله مقدماتی، در مرحله نیم نهایی تیم ملی کبدی مردان پاکستان را شکست دادند و به رقابت پایانی راه یافتند. اما در دیدار نهایی با شکست برابر هند، در جایگاه دوم بازی‌ها ایستادند و نشان نقره به گردن آویختند.